# Francisco Louçã
Francisco Anacleto Louçã (Lisboa, 12 de noviembre de 1956) es un político y economista portugués. Líder del Bloque de Izquierda (BE) hasta el 11 de noviembre de 2012. Elegido diputado en 1999 y reelegido en 2002, 2005, 2009 y 2011. Candidato en las Elecciones presidenciales portuguesas de 2006. 

## Biografía

### Actividades políticas
Participó desde su juventud en la lucha contra la dictadura salazarista y la guerra colonial desde el movimiento estudiantil en los años 70, siendo encarcelado en diciembre de 1972. Militante de la Liga Comunista Internacionalista (LCI) desde 1973, ya era dirigente de la misma durante la Revolución de los Claveles y participó como tal en la fundación del Partido Socialista Revolucionario (PSR) en 1979.
Fundador del Bloque de Izquierda en 1999 fue miembro de su dirección hasta 2012. Elegido diputado por Lisboa en 1999, fue reelegido por ese distrito en 2002, 2005 y 2009. En 2005 fue elegido Coordinador del BE. En la Asamblea de la República de Portugal, pertenece a las comisiones del área de economía y finanzas, y, durante una legislatura, perteneció igualmente a la comisión de libertades, derechos y garantías. 
Ha protagonizado el ascenso del Bloco desde su fundación, alcanzando un gran éxito electoral en las legislativas de 2005 donde pasó de 3 a 8 diputados y del 2,8% al 6,3%. Se presentó como candidato del BE a las Elecciones presidenciales portuguesas de 2006, obteniendo 288.261 votos, el 5,3%. Este ascenso se concretó en las legislativas de 2009, donde el BE pasó a ser la cuarta fuerza política del país, con 558.062 votos (9,8%) y 16 diputados. El 11 de noviembre de 2012 dejó la portavocía del partido, siendo sustituido por Catarina Martins y João Semedo

### Actividades académicas

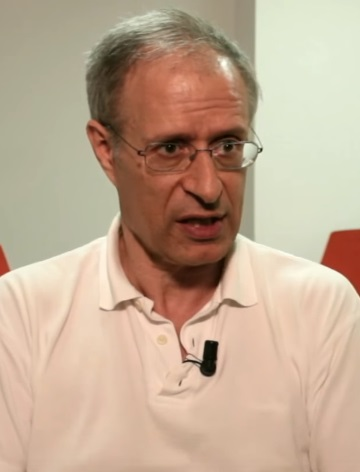
Louçã durante una entrevista en 2015

Alumno de la escuela pública en Lisboa en el Liceo Padre António Vieira (premio Sagres a los mejores alumnos del país), del Instituto Superior de Economía (premio Banco de Portugal al mejor alumno de economía), donde realizó su cátedra (premio JNICT al mejor alumno) y donde concluyó su doctorado en 1996. En 1999 realizó las pruebas de agregación y en 2004 accedió mediante concurso-oposición como profesor asociado, por unanimidad del jurado. Es profesor del ISEG de la Universidad Técnica de Lisboa, donde preside la Unidad de Estudios sobre la Complejidad en la Economía. 
En 1999 recibió el premio de la History of Economics Association al mejor artículo publicado en revista científica internacional. Es miembro de la American Economic Association y de otras asociaciones internacionales, con puestos de dirección en algunas de ellas; miembro del consejo editorial de revistas científicas en Reino Unido, Brasil y Portugal. Colaborador de algunas de las principales revistas científicas internacionales (American Economic Review, Economic Journal, etc.). Profesor visitante de la Universidad de Utrecht y conferenciante en Estados Unidos, Reino Unido, Francia, Italia, Grecia, Brasil, Venezuela, Noruega, Alemania, Suiza, Polonia, Holanda, Dinamarca y España. 
Publicó artículos en revistas internacionales de referencia en economía, historia de la estadística y aplicaciones de física matemática a la economía y es uno de los economistas portugueses con más libros y artículos publicados, con traducciones al inglés, francés, alemán, italiano, ruso, turco, castellano y japonés.

## Trayectoria
- Coordinador de la Comisión Política del BE, desde la IV Convención (2005).
- Doctor en Economía, profesor del Instituto Superior de Economía y Gestión (ISEG) de la Universidad Técnica de Lisboa.
- Diputado electo por el Distrito de Lisboa en 1999, 2002, 2005, 2009 y 2011.

## Obras publicadas

### Ensayos políticos
- Ensaio para uma Revolução (1984, Edição CM)
- Herança Tricolor (1989, Edição Cotovia)
- A Maldição de Midas – A Cultura do Capitalismo Tardío (1994, Edição Cotovia)
- A Guerra Infinita, con Jorge Costa (Edições Afrontamento, 2003)
- A Globalização Armada – As Aventuras de George W. Bush na Babilónia, con Jorge Costa (Edições Afrontamento, 2004)
- Ensaio Geral – Passado e Futuro do 25 de Abril, coeditor con Fernando Rosas (Edições D. Quixote, 2004)

### Libros de economía
- Turbulence in Economics (Edward Elgar, 1997), traducido como Turbulência na Economía (edição Afrontamento, 1997)
- The Foundations of Long Wave Theory, con Jan Reinjders, Universidade de Utrecht (edição Elgar, 1999), dos volúmenes
- Perspectives on Complexity in Economics, editor, 1999 (Lisboa: UECE-ISEG)
- Is Economics an Evolutionary Science?, con Mark Perlman, Universidade de Pittsburgh (edição Elgar, 2000)
- Coisas da Mecânica Misteriosa (Afrontamento, 1999)
- Introdução à Macroeconomia, co João Ferreira do Amaral, G. Caetano, S. Santos, Mº C. Ferreira, E. Fontainha (Escolar Editora, 2002)
- As Time Goes By, con Chris Freeman (2001, Oxford University Press)
- "Os Burgueses", con João Teixeira Lopes y Jorge Costa (2014, Bertrand)
- "A Solução Novo Escudo", con João Ferreira do Amaral (2014, Lua de Papel)